# ريتشارد دوسن (لاعب كرة قدم بريطاني)
ريتشارد دوسن (بالإنجليزية: Richard Dawson)‏ هو لاعب كرة قدم بريطاني في مركز حراسة المرمى، ولد في 12 أبريل 1967 في شفيلد في المملكة المتحدة. لعب مع غريمسبي تاون.